# Eve (Computerspiel)
Peter Gabriel: Eve, auch bekannt als einfach Eve (stilisiert als EVE), ist eine multimediale Produktion des englischen Singer-Songwriters und Rock-Musikers Peter Gabriel aus dem Jahr 1996. Es handelt sich um eine multimediale Anwendung für den Windows- oder Mac-OS-PC. Zu seiner Zeit war das über zwei Millionen Dollar teure Projekt den damaligen Ansprüchen weit voraus und stellte hohe Anforderungen an die Heimcomputer. Als Grundlage dienten die Lieder Come Talk to Me, Shaking the Tree, In your Eyes und Passion von Gabriel.

## Handlung
Die Handlung basiert zunächst auf der Paradiesgeschichte. Adam, der als Peter Gabriel zu erkennen ist und Eva werden getrennt und aus dem Paradies vertrieben. Das Ziel ist es, am Ende des Spiels wieder dorthin zurückzukommen. Auf dem Weg dorthin müssen die drei Landschaften Schlamm, Garten und Industrie / Profit durchquert werden.
„Auf der Wanderung durch die Evolution steht die Beziehung zwischen den Geschlechtern im Vordergrund. Künstler, Philosophen, Wissenschaftler und Peter Gabriel selbst geben ihre Gedanken zu diesem Thema wieder. [...] In jeder Landschaft sind Fragmente eines Liedes versteckt. Sie gilt es zu sammeln und zu einem eigenen Mix im virtuellen Tonstudio zusammenzustellen. Jedes Sound-Element ist gleichzeitig visueller Teil eines parallel zum Mix entstehenden Videos. Die eigenen Kreationen können abgespeichert und wieder geladen werden.“
„Nachdem der Mensch aus dem Paradies vertrieben war, wurde er zum Sammler. Er lernte, jedes Steinchen umzudrehen und so die Welt zu erkennen, am Ende gar sich selbst. Davon handelt Eve. [...] Die CD-ROM präsentiert sich als eine schier endlose Sammlung puzzleartiger Szenen. Eine skurrile Welt gilt es geduldig zu durchforschen. Überall müssen Klänge, Werkzeuge entdeckt und zusammengefügt werden, sonst geht es nicht weiter.“

## Spielprinzip und Technik
Eve stellt seine Spielwelt in Form von Fotos und Fotocollagen dar, die teils um handgezeichnete Elemente ergänzt sind. An Orten, die größer als der Bildschirm sind, kann der Kameraauschnitt mit der Maus entlang der X-Achse gedreht werden. Wie bei einem Point-and-Click-Adventure können auf dem Bildschirm mit der Maus Hotspots aktiviert werden. Das systematische Aktivieren von Hotspots, teilweise in bestimmter Reihenfolge, sowie das Lösen von Kombinationspuzzles treiben die Handlung voran.

## Entstehung
60 Programmierer, Designer und Künstler arbeiteten zwei Jahre lang an Eve. Die Spiel-CD enthält 22.000 Fotografien, 80 Minuten Videomaterial und 45 Minuten Musik von Peter Gabriel. Die vier Songs wurden jeweils von einem Künstler kuratiert: Yayoi Kusama (Mud), Helen Chadwick (The Garden), Cathy de Monchaux (Profit) und Nils-Udo (Art and Nature).

## Auszeichnungen und Nominierungen
| Jahr | Preis                  | Kategorie              | für                | Resultat |
| ---- | ---------------------- | ---------------------- | ------------------ | -------- |
| 1997 | Milia D’Or Grand Prize | Milia D’Or Grand Prize | Peter Gabriel: Eve | Gewonnen |

## Mitwirkende
(Quellen:)
- Michael Coulson – Kreativdirektor
- Michael Coyote – Technischer Direktor
- Ralph Derrickson – Spiel-Produktion
- Richard Evans – Musikdirektor
- Mike Large – Spiel-Produktion